# جينا مارتن
جينا مارتن هي منافسة ألعاب القوى كندية، ولدت في 31 مارس 1988.

## وصلات خارجية
- جينا مارتن على موقع الاتحاد الدولي لألعاب القوى (الإنجليزية)
- جينا مارتن على موقع اللجنة الأولمبية الدولية (الإنجليزية)
- جينا مارتن على موقع أوليمبيديا (الإنجليزية)
- جينا مارتن على موقع اللجنة الأولمبية الكندية (الإنجليزية)